# Diplocyclos palmatus
Diplocyclos palmatus là một loài thực vật có hoa trong họ Cucurbitaceae. Loài này được (L.) C.Jeffrey mô tả khoa học đầu tiên năm 1962.

## Hình ảnh

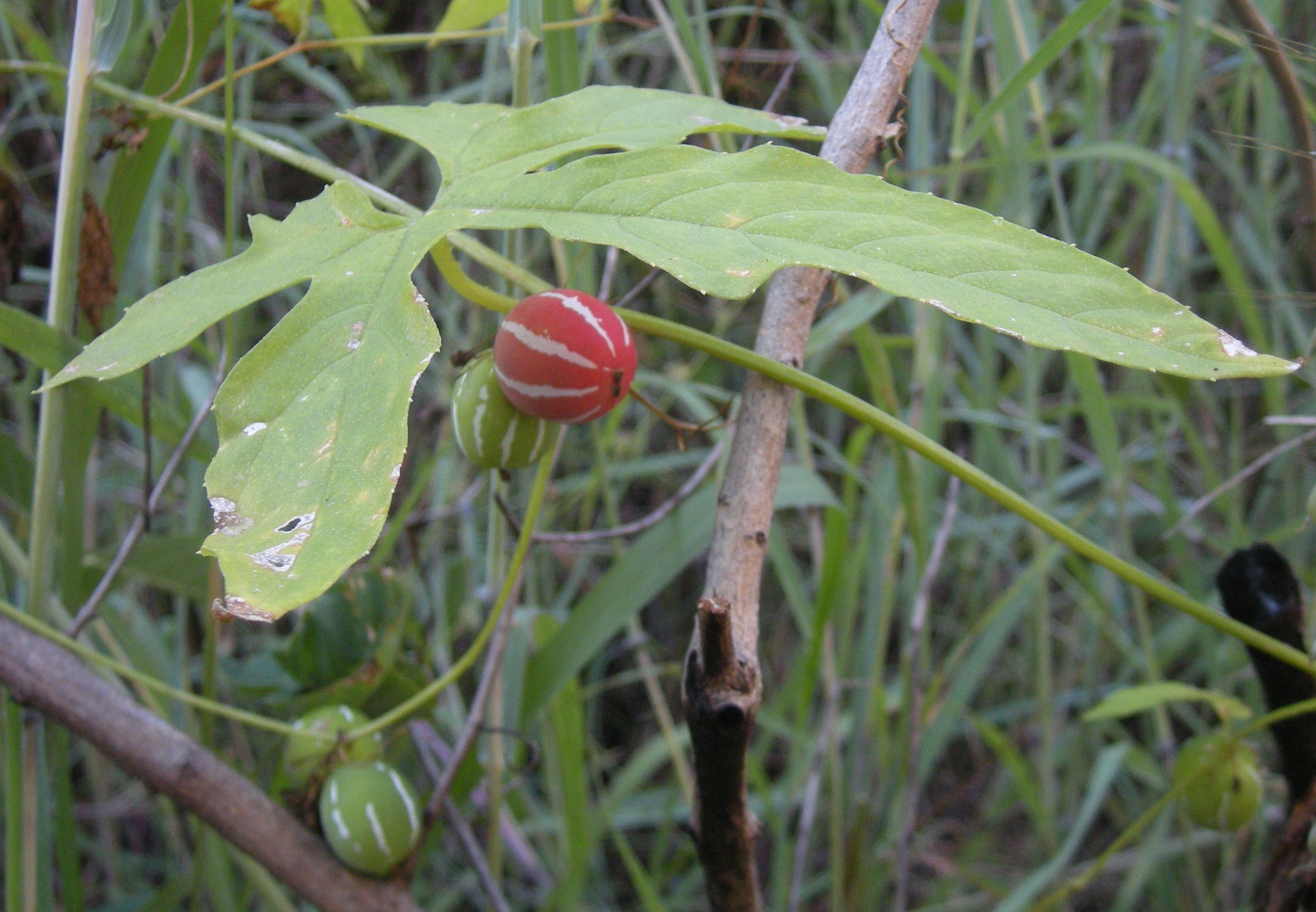
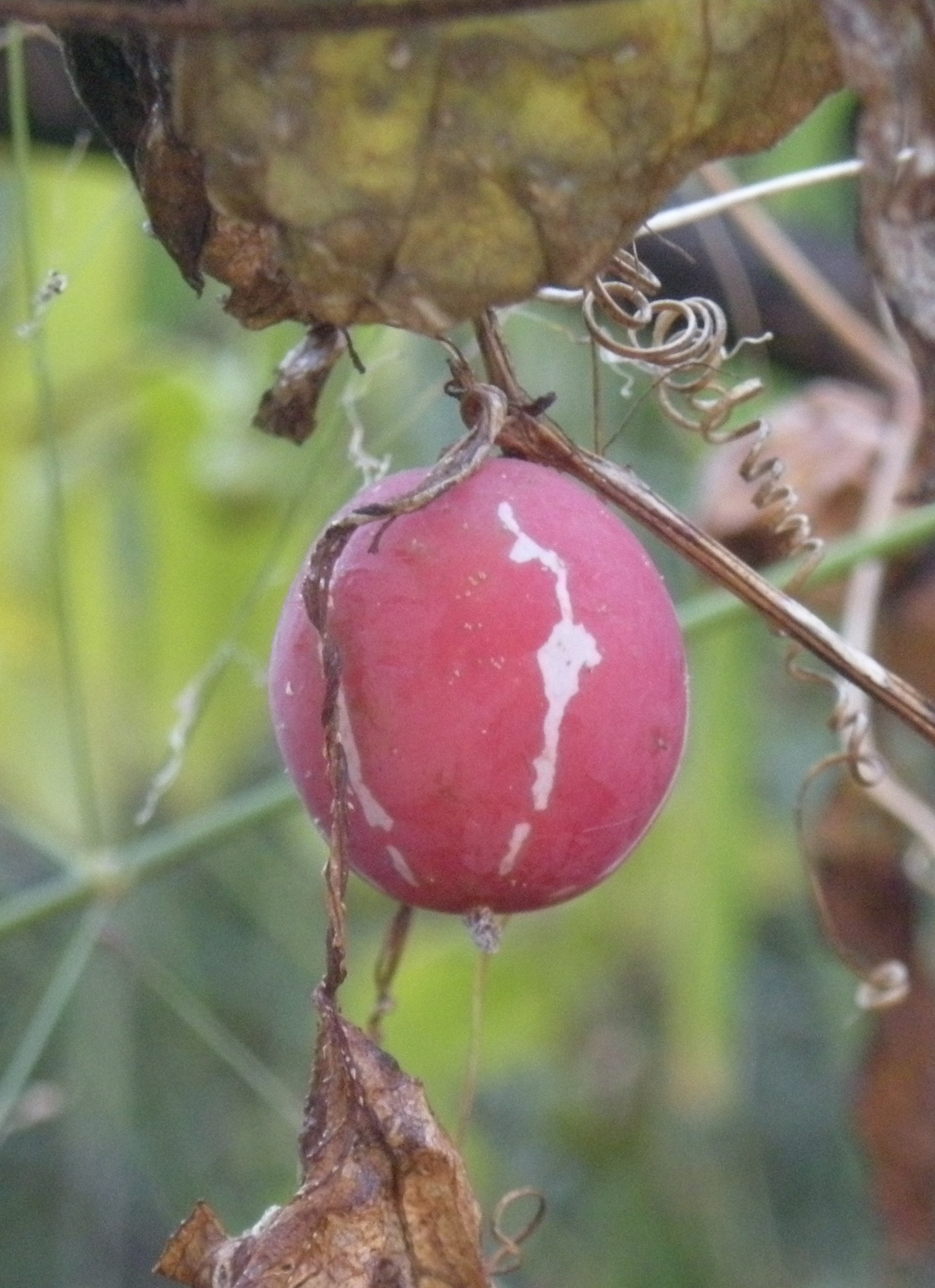
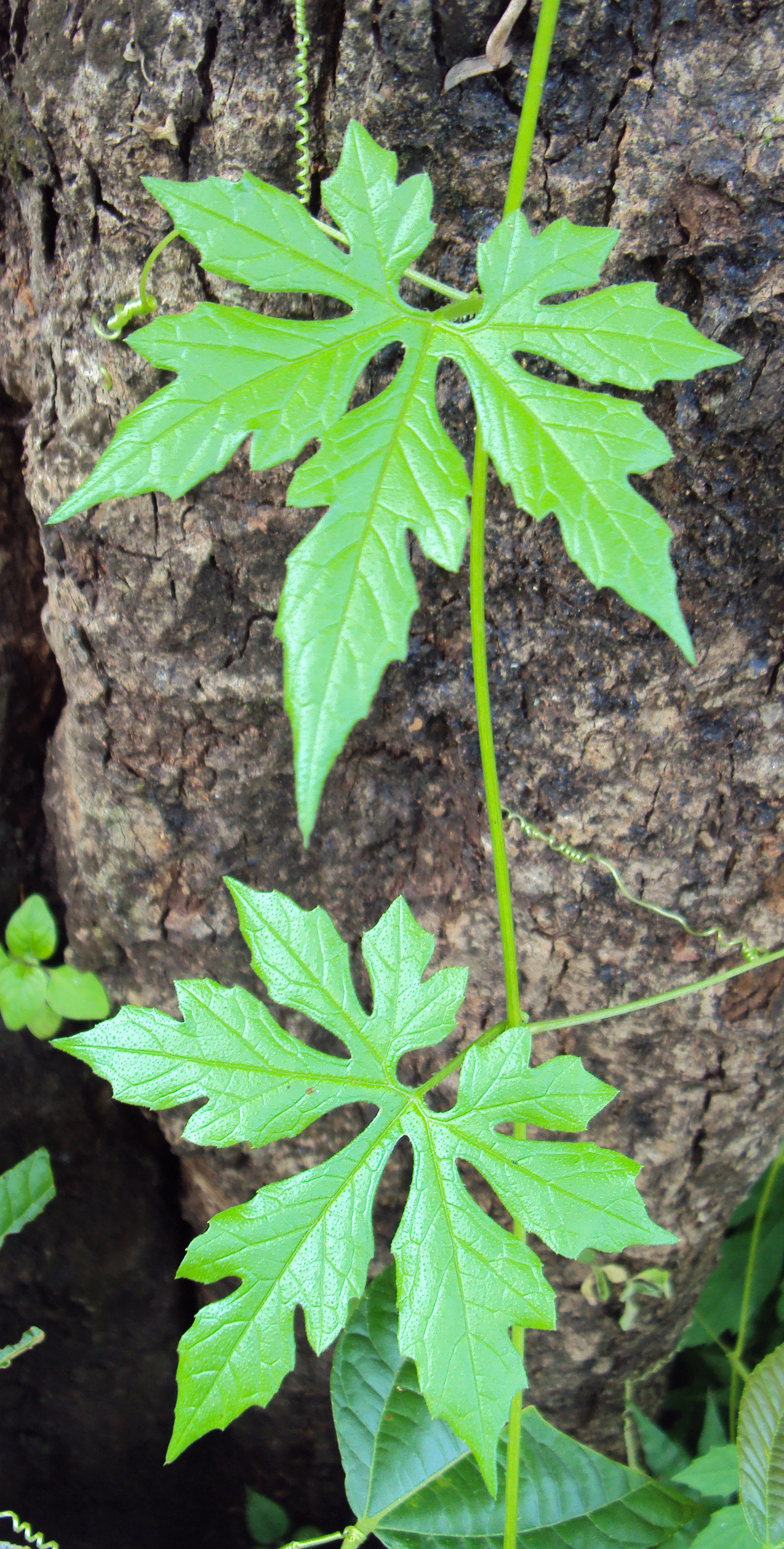
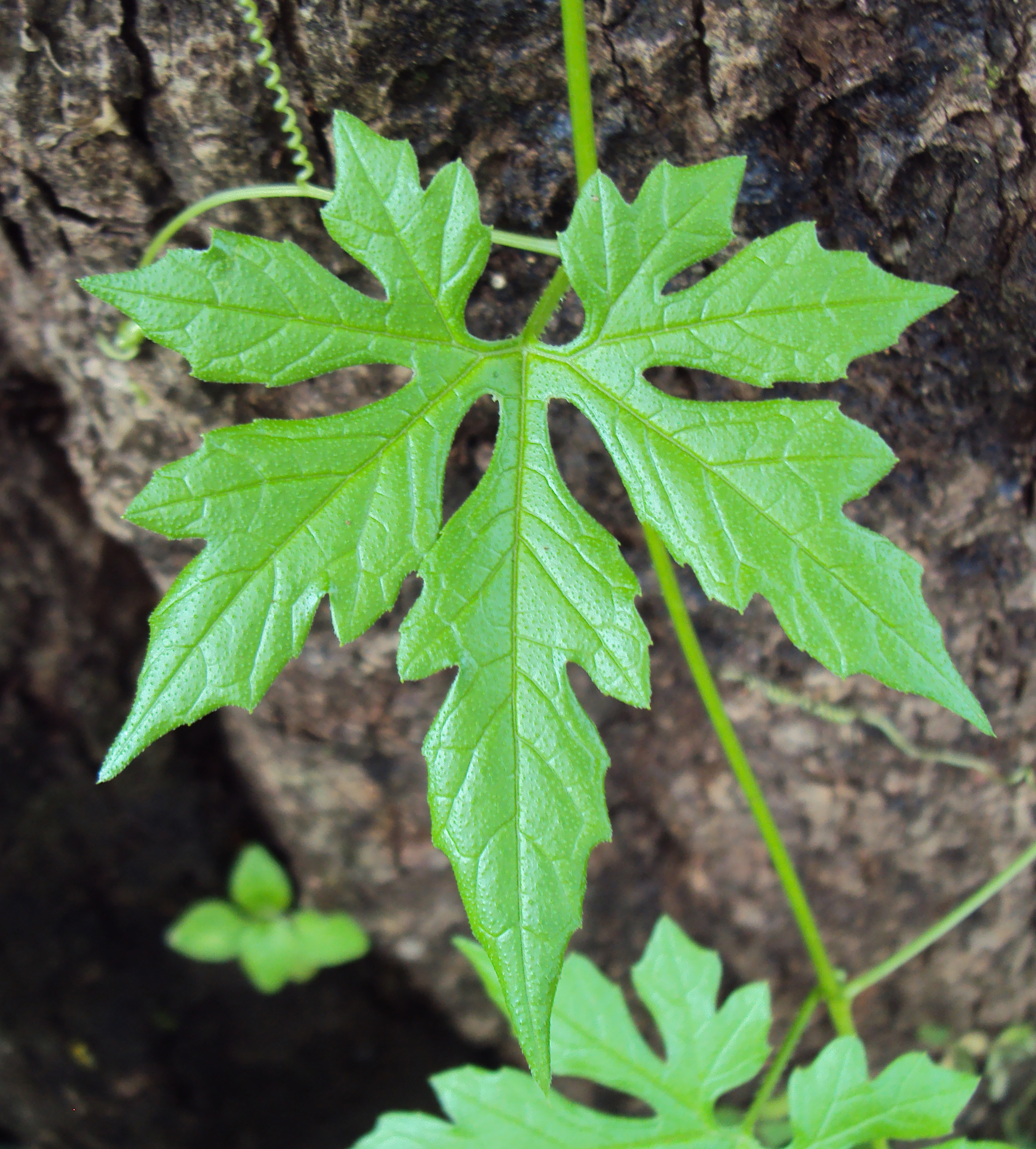